# Jorge Rodríguez Gómez
Jorge Rodríguez Gómez (Caracas, 9 de novembro de 1965) é um político e psiquiatra venezuelano, ex-presidente do Conselho Nacional Eleitoral e ex-vice-presidente da Venezuela. Em 23 de novembro de 2008 foi eleito prefeito do município Libertador.
Jorge Rodríguez ha sido vice-presidente da Venezuela, reitor e presidente do Conselho Nacional Eleitoral e prefeito de Caracas entre 2008 e 2017. Desde 2017, foi ministro de Comunicação e Informação da Venezuela, até 4 de setembro de 2020, quando deixou o cargo para se candidatar às eleições parlamentares daquele ano.
É irmão de Delcy Rodríguez, atual vice-presidenta e ministra da economia, e é considerado, junto com ela, uma das figuras com maior poder e influência no governo de Maduro e no Partido Socialista Unido de Venezuela (PSUV). Filho de Jorge Antonio Rodríguez, um guerrilheiro envolvido no sequestro do empresário norte-americano William Frank Niehous em 1976.
Rodríguez desempenhou um papel relevante no controle da informação e na propaganda do governo. Sua proximidade com Maduro e seu papel na administração foram fundamentais para manter o poder do regime. A Oficina de Controle de Ativos Estrangeiros (OFAC) do Departamento do Tesouro dos Estados Unidos sancionou Rodríguez por sua implicação em atos de corrupção e repressão política. Foi sancionado pelo Canadá em 22 de setembro de 2017 por seu papel na erosão da democracia. Em 2007, seu nome foi mencionado na investigação do FBI sobre o caso da valija de Antonini Wilson, que alega que a operação para encobrir a origem e o destino dos fundos foi gestada em colaboração com o escritório de Rodríguez e a Direção dos Serviços de Inteligência e Prevenção (DISIP) da Venezuela. No contexto venezuelano, comenta-se que pessoas próximas a Rodríguez teriam ameaçado Antonini Wilson para que não revelasse informações sobre os fundos.
Jorge Rodríguez Gómez, junto com sua irmã, Delcy Rodríguez, vice-presidenta da República. Ambos formam um duo influente cuja ascendência política facilitou a criação de uma nova elite econômica ao seu redor. Entre seus principais associados estão os irmãos Abou Nassif, de origem libanesa, que controlam uma rede de empresas que prosperaram graças à sua relação com os Rodríguez. Essa rede inclui negócios em construção, serviços turísticos, imobiliários, importação de alimentos e empacotadoras. Yussef Abou Nassif, considerado parceiro sentimental de Delcy Rodríguez, tem sido um elo chave com o poder, enquanto Nabil Abou Nassif trabalhou estreitamente com Jorge Rodríguez quando este era prefeito de Caracas. Os Abou Nassif obtiveram contratos milionários, especialmente através do programa de Comitês Locais de Abastecimento e Produção (CLAP), destacando-se por receber ao menos 413 milhões de dólares entre 2017 e 2018, além de outros 145 milhões de euros em 2019 pela importação de kits de hemodiálise. A relação entre os Rodríguez e os Abou Nassif foi essencial para a criação de um império empresarial que se expandiu a múltiplos setores, aproveitando a posição privilegiada dos irmãos Rodríguez no governo venezuelano. Outro empresário vinculado é Majed Khalil Majzoub, apontado como testaferro de Rodríguez e beneficiário de contratos elétricos e de importação de alimentos.

## Juventude e Família
Ele é o filho do líder revolucionário, fundador da Liga Socialista Jorge Antonio Rodriguez, que foi torturado e morto quando estava custodiado pelo Setorial Direcção-Geral dos Serviços de Inteligência e Prevenção (DISIP) em 25 de Julho de 1976, durante o governo de Carlos Andrés Pérez. Sua irmã Delcy Rodríguez, também se envolveu na política, atualmente sendo a primeira mulher a ocupar o cargo de chanceler e ministro do Poder Popular para as Relações Exteriores da Venezuela. Ele também foi Ministro do Gabinete do Presidente (2006) e ministro de Comunicação e Informação (2014).

## Carreira profissional
Rodriguez estudou medicina na Escola Luis Razetti da Universidade Central da Venezuela e obteve especialização em Psiquiatria da mesma instituição. Ele era um médico residente no Instituto Venezuelano dos Seguros Sociais (1995); professor de Psiquiatria da pós-graduação no Hospital Universitário de Caracas e pós-graduação no clínica comunitária da UCAB, clínica privada de profissão psicologia e diretor médico foi de Residences Humanos (2002).
Ele também tem sido um estudioso sistemática de literatura e funciona como um escritor e poeta. Em 1998, ele ganhou o primeiro prêmio no Concurso Anual da História organizado pelo jornal venezuelano El Nacional (Venezuela) em 1998, com o seu trabalho "Diga -me quantos rios são feitos de suas lágrimas".

## Carreira política cedo
Em seus dias de faculdade ele se destacou como um líder do movimento estudantil ucevista. Ele era presidente do Centro de Estudantes da Faculdade de Medicina "Luis Razetti" (1987) e um ano mais tarde Presidente da Federação de Centros Universitários (1988); Ele também foi membro do chamado "Plancha 80" da Universidade Central da Venezuela, juntamente com outras figuras como Juan Barreto (ex-prefeito de Caracas) e Anahi Arizmendi (ex-presidente da CNDNA).
No final de Junho de 1997, Rodriguez pertencia à Direcção Nacional Estratégico do Movimento Bolivariano Revolucionário - 200 (MBR-200), figura desconhecida até 2004.

## Reitor doConselho Nacional Eleitoral
Foi Presidente do comissão eleitoral nacional, uma das subdivisões do Conselho Nacional Eleitoral (CNE), para organizar tecnicamente o referendo presidencial em 2004 e, posteriormente, nomeado Presidente do mesmo órgão após o ex-presidente do CNE, Francisco Carrasquero, foi nomeado juiz do Supremo Tribunal de Justiça pela Assembleia Nacional.
Em 2006, com a nomeação das novas autoridades do Poder Eleitoral pelo parlamento venezuelano, deixando o CNE, e mantém um perfil baixo, sua única participação do público seu trabalho por um tempo no noticiário internacional Telesur (financiado pela Venezuela) estado como um talk show motorista "Latitude América". Depois de ter sido parte do torcedor autoridade eleitoral do presidente Chávez declarou abertamente.